# میکائل پاپاجانیان
میکائل هوهانسی پاپاجانیان (ارمنی: Միքայել Հովհաննեսի Պապաջանյան؛ انگلیسی: Michael Papadjanian زاده ۷ سپتامبر ۱۸۶۸ – درگذشته ۱۹۲۹) سیاستمدار و دیپلمات اهل ارمنستان که به عنوان فرماندار ایروان خدمت نمود. 

## زندگی‌نامه
وی در ۱۸۶۸ در ایروان به دنیا آمد و از دانشکده حقوق دانشگاه نووروسیاسک فارغ‌التحصیل گشت.  وی در ۱۹۲۹ در سن ۶۱ سالگی در تفلیس درگذشت.

## یادداشت
1. ↑  Նովոռոսիյսկի համալսարան